# One Dance
One Dance è un singolo del rapper canadese Drake, pubblicato il 5 aprile 2016 come secondo estratto dal quarto album in studio Views.

## Descrizione
Dodicesima traccia del disco, One Dance, che vede la partecipazione del cantante nigeriano Wizkid e della cantante britannica Kyla, è stato descritto dal NME, da The Guardian e Rolling Stone come un brano afrobeats, dancehall, pop e UK funky. Il brano utilizza un sample tratto da Do You Mind?, brano di genere UK funky del 2008 di Crazy Cousinz e Kyla.

## Tracce
Testi di Aubrey Graham, Paul Jefferies, Ayodeji Balogun, Noah Shebib, Errol Reid, Luke Reid, Kyla Smith, Corey Johnson e Logan Sama, musiche di Nineteen85, 40, Wizkid, Sarz e DJ Maphorisa.
1. One Dance (feat. Wizkid & Kyla) – 2:53

## Formazione
Musicisti
- Drake – voce
- Wizkid – voce aggiuntiva
- Kyla – voce aggiuntiva
- Paul "Nineteen85" Jefferies – strumentazione

Produzione
- Nineteen85 – produzione
- Noah "40" Shebib – co-produzione, registrazione, assistenza al missaggio
- Wizkid – co-produzione
- Noel "Gadget" Campbell – missaggio
- Ryan "Scotian Potion" Daly – assistenza al secondo missaggio
- Greg Moffett – assistenza tecnica
- Harley Arsenault – assistenza tecnica
- Chris Athens – mastering

## Successo commerciale
One Dance è stato il singolo più venduto dell'anno secondo l'International Federation of the Phonographic Industry, dopo aver accumulato 12,5 milioni di unità. È stato il primo brano in assoluto a superare il miliardo di stream su Spotify.
Ha esordito al 21º posto della Billboard Hot 100 con 104 000 copie digitali, sufficienti per entrare in top five nella Digital Songs. Nella pubblicazione del 7 maggio 2016 è salita al 3º posto nella Hot 100, divenendo la 17ª top ten del rapper grazie a 24,1 milioni di stream, 50 milioni di ascoltatori radiofonici e 85 000 download digitali. Nella Hot 100 datata il 21 maggio 2016 One Dance ha conquistato il vertice, diventando la prima numero uno di Drake come artista principale. Nella medesima settimana ha totalizzato 160 000 copie digitali, 37,4 milioni di riproduzioni streaming e 87 milioni di audience radiofonica.

## Classifiche

### Classifiche settimanali
| Classifica (2016-17) | Posizione massima |
| -------------------- | ----------------- |
| Australia            | 1                 |
| Austria              | 3                 |
| Belgio (Fiandre)     | 1                 |
| Belgio (Vallonia)    | 2                 |
| Canada               | 1                 |
| Colombia             | 16                |
| Croazia              | 2                 |
| Danimarca            | 2                 |
| Finlandia            | 2                 |
| Francia              | 1                 |
| Germania             | 1                 |
| Grecia               | 8                 |
| Irlanda              | 1                 |
| Italia               | 6                 |
| Libano               | 1                 |
| Lussemburgo          | 3                 |
| Messico              | 1                 |
| Norvegia             | 1                 |
| Nuova Zelanda        | 1                 |
| Paesi Bassi          | 1                 |
| Portogallo           | 1                 |
| Regno Unito          | 1                 |
| Repubblica Ceca      | 3                 |
| Slovacchia           | 2                 |
| Spagna               | 2                 |
| Stati Uniti          | 1                 |
| Svezia               | 1                 |
| Svizzera             | 1                 |
| Ungheria             | 5                 |

### Classifiche di fine anno
| Classifica (2016) | Posizione |
| ----------------- | --------- |
| Australia         | 2         |
| Austria           | 10        |
| Belgio (Fiandre)  | 2         |
| Belgio (Vallonia) | 4         |
| Brasile           | 3         |
| Canada            | 4         |
| Croazia           | 20        |
| Danimarca         | 3         |
| Francia           | 2         |
| Germania          | 5         |
| Islanda           | 18        |
| Italia            | 8         |
| Messico           | 1         |
| Nuova Zelanda     | 1         |
| Paesi Bassi       | 1         |
| Regno Unito       | 1         |
| Spagna            | 7         |
| Stati Uniti       | 3         |
| Svezia            | 3         |
| Svizzera          | 3         |
| Ungheria          | 7         |
| Classifica (2017) | Posizione |
| Brasile           | 101       |
| Francia           | 76        |
| Portogallo        | 73        |
| Regno Unito       | 80        |
| Classifica (2024) | Posizione |
| Portogallo        | 193       |

### Classifiche di fine decennio
| Classifica (2010-19) | Posizione |
| -------------------- | --------- |
| Australia            | 39        |
| Germania             | 46        |
| Regno Unito          | 6         |
| Stati Uniti          | 35        |

### Classifiche di tutti i tempi
| Classifica (1958-2018) | Posizione |
| ---------------------- | --------- |
| Stati Uniti            | 141       |